# Phaethornis koepckeae
O Eremita-de-koepcke ou Rabo-branco-de-dorso-oliva (Phaethornis koepckeae) é uma espécie de ave da família Trochilidae (beija-flores).
Apenas pode ser encontrada no Peru.
Os seus habitats naturais são: florestas subtropicais ou tropicais húmidas de baixa altitude e regiões subtropicais ou tropicais húmidas de alta altitude.
Está ameaçada por perda de habitat.